# Lasioglossum hypoleucum
Lasioglossum hypoleucum är en biart som först beskrevs av Cockerell 1937.  Lasioglossum hypoleucum ingår i släktet smalbin, och familjen vägbin. Inga underarter finns listade i Catalogue of Life.